# Jorge Matzkin
Jorge Rubén Matzkin (La Pampa, 25 de enero de 1943) es un contador y político argentino. Fue diputado nacional por su provincia y ministro del Interior entre 2002 y 2003 durante la presidencia de Eduardo Duhalde.

## Biografía
Desciende de una familia judía rusa que emigró a la Argentina, como muchas otras, gracias a la ayuda del barón Hirsch. Su primer empleo en la administración pública fue como contador en la Municipalidad de Pehuajó en 1972. A partir de 1973 se desempeñó como subsecretario primero y ministro de Economía  de la  provincia de La Pampa después, hasta 1976 cuando se alejó de la política debido al golpe militar acaecido ese último año.
Con el retorno de la democracia en 1983 resultó elegido diputado nacional por La Pampa, siendo reelegido sucesivamente en 1987, 1991 y 1995. En 1997 deja la cámara baja al ser convocado por el presidente Carlos Menem para ocupar el puesto de viceministro del Interior como segundo de Carlos Corach. En 1999 retorna a la cámara de diputados y preside la comisión de Presupuesto y Hacienda. al poco tiempo, fue titular de la Comisión de Presupuesto y Hacienda de la Cámara Baja y reemplazó a Mnazano cuando este en 1991 dejó la jefatura del bloque oficialista.
En mayo de 2002 el presidente interino Eduardo Duhalde lo convocó para hacerse cargo del Ministerio del Interior. Como ministro del Interior, Jorge Matzkin, dio instrucciones para "reordenar las elecciones internas abiertas y simultáneas" que deben hacer los partidos políticos para la designación de sus candidatos, para preparar las elecciones del año siguiente. En 1988 junto a un grupo de líderes peronistas encabezados por Cafiero viajo a Buenos Aires en el marco de las rebeliones carapintadas del teniente coronel del Ejército Aldo Rico en 1987 y 1988 y la del coronel Mohamed Alí Seineldín en 1988 brindándole apoyo al presidente Raúl Alfonsín. Reabierta en  2014 se ordenó la reapertura de la causa judicial, siendo sobreseído por fallo de unanimidad.
 Fue absuelto al año siguienteDesde 2010 se dedica a trabajos agrícolas y la cria de ganado, en 2023 retorno a la política de la mano de Eduardo Menem.
En materia de seguridad,  promovió una política fuerte contra la delincuencia y el incremento de la cantidad de efectivos policiales y promovió el endurecimiento de penas y una reforma para contra con una cúpula vertical estructurada, y un jefe de policía por cada municipio.
En agosto de 2011 se vio involucrado en un hecho policial al balear a un sujeto que intentó asaltar a su hijo David, disparando al asaltante 

## Cargos públicos
Jorge Matzkin ocupó a lo largo de su carrera varios cargos oficiales: 
2002 ministro del Interior
1999 al 2001: diputado nacional por la Provincia de La Pampa Presidente de la Comisión de Presupuesto y Hacienda 
1997: secretario de Interior del Ministerio del Interior 
1993 al 1997: diputado nacional por la Provincia de La Pampa Presidente del Bloque Justicialista 
1991 al 1993: presidente del Bloque Justicialista de la Cámara de Diputados 
1989 al 1993: diputado nacional por la Provincia de La Pampa presidente de la Comisión de Presupuesto y Hacienda Vocal de la Comisión de Finanzas 
1985 al 1989: diputado nacional por la provincia de La Pampa Miembro de las Comisiones de Presupuesto, Hacienda, Finanzas e Industria 
1983 al 1985: Diputado Nacional por la Provincia de La Pampa. Integrante de las Comisiones de Presupuesto, Hacienda y Finanzas 
1975 al 1976: Ministro de Economía de la Provincia de La Pampa 
1973 al 1977: Subsecretario de Economía de la Provincia de La Pampa